# Knjiga Čena
Knjiga Čena ali Čen šu (poenostavljeno kitajsko: 陈书; tradicionalno kitajsko: 陳書; pinjin: Chén shū) je bila uradna zgodovina dinastije Čen, ene od južnih kitajskih dinastij. Knjiga Čena je del uradnih Štiriindvajsetih zgodovin cesarske Kitajske. Sestavil jo je zgodovinar dinastije Tang Jao Silian in jo dokončal leta 636. Knjiga je zgodovinsko biografsko delo v 36 zvezkih in opisuje 33 let dolgo obdobje od začetka vladavine Čen Bašjana (cesar Vu iz Čena) do konca vladavine zadnjega vladarja dinastije Čen Šubaa (cesar Hovdžu iz Čena).

## Povzetek
Čen šu je sestavljena iz 36 zvezkov biografij, vključno s 6 zvezki biografij cesarjev in 30 zvezki biografij drugih oseb. Poleg Zgodovine dinastije Čen in starejšega osnutka, ki sta ga sestavila Jaov oče in sin, zgodovinski viri Čen šuja vključujejo osem zvezkov Zapisov o življenju Jongdinga,  triindvajset zvezkov Zapisov o življenju Tjandžjija, deset zvezkov Zapisov o življenju Tjankanga,   56 zvezkov Zapisov o življenju Tajdžjana, štiri zvezke Zapisov o življenji Džideja  in drugo zgodovinsko gradivo in knjige, ki so jih napisali drugi avtorji.
Dinastija Čen je oživila gospodarstvo južne Kitajske in bila metropola za trgovce in budiste vse do Indije in jugovzhodne Azije.  Knjiga Čena je kratka v primerjavi s Knjigo Ljanga in Knjigo Suja, vendar je velik del zgodovine dinastije Čen vključen v druge knjige, na primer v Knjigo Suja. Poleg tega je kraljeva družina Čen obdržala visok politični položaj, ugled in moč v kasnejši kitajski dinastiji Tang. Čen Šuda in Čen Ji, na primer, sta uživala veliko naklonjenost cesarjev dinastije Tang. V cesarsko družino Tang je bilo poročenih veliko članov družine Čen. Šuandzang/Čen Ji je znan po svojem romanju v Indijo in se pojavlja v kitajskem epskem romanu Potovanje na zahod. Čen Ji je bil tudi "zapriseženi brat" cesarja Tajdzonga in prejel vljudnostno ime Tang Sandzang. Velik del zgodovine družine Čen se torej nadaljuje po dinastiji Čen v zgodovinah poznejših kitajskih dinastij.

## PisanjeKnjige Čena
Jao Silianov oče Jao Ča je bil zgodovinar južnih dinastij. Jao Silian, s pravim imenom Džjan, je bil minister in pisatelj v dinastiji Čen. V dinastiji Suj je bil tajnik in dobil od cesarja ukaz, da nadaljuje pisanje zgodovine dinastij Ljang in Čen. Kasneje je za svoje dosežke v kar treh dinastijah - Čej, Suj in Tang, dobil neuradni naziv "cenjen konfucijanski učenjak". 
Po očetovi smrti leta 606 je nadaljeval pisanje obeh zgodovin. Po uničenju dinastije Suj je bil  v dinastiji Tang imenovan za pisca muzeja Hongven. Knjigi Ljanga in Čena je dokončal leta 636.

## Vsebina

### Letopisi (紀)
| #        | Naslov         | Prevod           | Komentar |
| -------- | -------------- | ---------------- | -------- |
| Zvezek 1 | 本紀第1 高祖上 | Cesar Vu         |          |
| Zvezek 2 | 本紀第2 高祖下 | Cesar Vu         |          |
| Zvezek 3 | 本紀第3 世祖   | Cesar Ven        |          |
| Zvezek 4 | 本紀第4 廢帝   | Cesar Fej        |          |
| Zvezek 5 | 本紀第5 宣帝   | Cesar Šuan       |          |
| Zvezek 6 | 本紀第6 後主   | Čen Šubao/Hovdžu |          |

### Biografije (列傳)
| #         | Naslov                                      | Prevod                                                            | Komentar |
| --------- | ------------------------------------------- | ----------------------------------------------------------------- | -------- |
| Zvezek 7  | 列傳第1 皇后                                | Cesarice                                                          |          |
| Zvezek 8  | 列傳第2 杜僧明 周文育 侯安都                | Du Sengming, Džov Venju, Hov Andu                                 |          |
| Zvezek 9  | 列傳第3 侯瑱 歐陽頠 吳明徹 裴子烈           | Hov Tjan, Ovjang Vej, Vu Mingče, Pej Dzilje                       |          |
| Zvezek 10 | 列傳第4 周鐵虎 程靈洗                       | Džuv Tjehu, Čeng Lingši                                           |          |
| Zvezek 11 | 列傳第5 黃法𣰰 淳于量 章昭達                | Huang Faču, Čungju Ljang, Džang Džaoda                            |          |
| Zvezek 12 | 列傳第6 胡穎 徐度 杜稜 沈恪                 | Hu Jing, Šu Du, Du Leng, Šen Ke                                   |          |
| Zvezek 13 | 列傳第7 徐世譜 魯悉達 周敷 荀朗 周炅        |                                                                   |          |
| Zvezek 14 | 列傳第8 衡陽獻王昌 南康愍王曇朗             | Čen Čang, Čen Tanlang                                             |          |
| Zvezek 15 | 列傳第9 宗室                                | Cesarska družina                                                  |          |
| Zvezek 16 | 列傳第10 趙知禮 蔡景歷 劉師知 謝岐          | Džao Džili, Caj Džingli, Lju Šidži, Šja Či                        |          |
| Zvezek 17 | 列傳第11 王沖 王通 袁敬                     | Vang Čong, Vang Tong, Juan Džing                                  |          |
| Zvezek 18 | 列傳第12 沈眾 袁泌 劉仲威 陸山才 王質 韋載  | Šen Džong, Juan Mi, Lju Džongvej, Lu Šancaj, Vang Dži, Vej Dzaj   |          |
| Zvezek 19 | 列傳第13 沈炯 虞荔 馬樞                     | Šen Džjong, Ju Li, Ma Šu                                          |          |
| Zvezek 20 | 列傳第14 到仲舉 韓子高 華皎                 | Dao Džongju, Han Dzigao, HUa Džjao                                |          |
| Zvezek 21 | 列傳第15 謝哲 蕭乾 謝嘏 張種 王固 孔奐 蕭允 | Šja Dže, Šjao Čjan, Vang Gu, Kong Huan, Šjao Jun                  |          |
| Zvezek 22 | 列傳第16 陸子隆 錢道戢 駱牙                 | Lu Dzilong]], Čjan Daodži, Luo Ja                                 |          |
| Zvezek 23 | 列傳第17 沈君理 王瑒 陸繕                   | Šen Džunli, Vang Jang, Lu Šan                                     |          |
| Zvezek 24 | 列傳第18 周弘正 袁憲                        | Džov Hongdženg, Juan Šjan                                         |          |
| Zvezek 25 | 列傳第19 裴忌 孫瑒                          | Pej Dži, Sun Jang                                                 |          |
| Zvezek 26 | 列傳第20 徐陵                               | Šu Ling                                                           |          |
| Zvezek 27 | 列傳第21 江總 姚察                          | Džjang Dzong, Jao Ča                                              |          |
| Zvezek 28 | 列傳第22 世祖九王 高宗二十九王 後主諸子     | Devet princev Jena, Devetindvajset princev Šuana, Princi Hovdžuja |          |
| Zvezek 29 | 列傳第23 宗元饒 司馬申 毛喜 蔡徵            | Džuang Juanrao, Sima Šen, Mao Ši, Caj Dži                         |          |
| Zvezek 30 | 列傳第24 蕭濟 陸瓊 顧野王 傅縡              | Šjao Dži, Lu Čjong, Gu Jevang, Fu Dzaj                            |          |
| Zvezek 31 | 列傳第25 蕭摩訶 任忠 樊毅 魯廣達            | Šjao Mohe, Ren Džong, Fan Ji, Lu Guangda                          |          |
| Zvezek 32 | 列傳第26 孝行                               | Sinovska pobožnost                                                |          |
| Zvezek 33 | 列傳第27 儒林                               | Konfucijanski učenjaki                                            |          |
| Zvezek 34 | 列傳第28 文學                               | Pisatelji                                                         |          |
| Zvezek 35 | 列傳第29 熊曇朗 周迪 留異 陳寶應            | Šjong Tanlang, Džov Di, Lju Ji, Čen Baojing                       |          |
| Zvezek 36 | 列傳第30 始興王叔陵 新安王伯固              | Čen Šuling, princ Šišinga, Čen Bogu, princ Šinana                 |          |

## Vira
- Chaussende, Damien (2015). »Chen shu 陳書如«.  V Dien, Albert E.; Chennault, Cynthia Louise; Knapp, Keith Nathaniel; Berkowitz, Alan J. (ur.). Early Medieval Chinese Texts: A Bibliographical Guide. Berkeley, CA: Institute of East Asian Studies University of California. str. 44–47.
- Wu, Huaiqi; Chi, Zhen (2018). An Historical Sketch of Chinese Historiography (e-book). Berlin: Springer. str. 276–277.